# 뽀득
뽀득은 2017년에 런칭한 식기 렌탈·세척 서비스이다. 사용한 식기를 당일 수거하여 세척 팩토리에서 세척하고, 영업 전까지 고객에게 배송해주는 시스템이다.

## 투자
2019년 7월 하나벤처스를 통해 Pre-A 10억 원 투자를 유치했고, 2020년 12월 DSC인베스트먼트, 하나금융투자, 유진투자증권 등을 통해 40억 원의 투자 유치에 성공하여 시리즈A를 마감했다.

## 참고문헌
1. ↑  최필우, ESG 바람 탄 '뽀득' 식기 세척 사업으로 300억 유치, 서울경제, 2022.02.23